# Awhiowhio osheai
Awhiowhio osheai är en svampdjursart som beskrevs av Kelly 2007. Awhiowhio osheai ingår i släktet Awhiowhio och familjen Corallistidae. Inga underarter finns listade i Catalogue of Life.